# 한국방재협회
한국방재협회(韓國防災協會, Korea Disaster Prevention Association, KDPA)는
자연재해로부터 국민의 생명과 재산을 보호하고 방재정책을 효율적으로 뒷받침하며, 방재 관련기술의 조사와 건의, 보호, 교육 및 공공단체가 행하는 관련사업에 대한 기술협조, 자문과 사업수행 등을 통하여 총체적인 방재역량의 향상에 기여하기 위하여 설립된 특수법인이다. 서울특별시 강동구 성내동에 위치하고 있다.

## 설립 근거
- 자연재해대책법 제72조[1]

## 주요 업무
- 재해예방과 방재의식의 고취를 위한 교육 및 홍보
- 재해예방, 재해응급대책 및 재해복구 등에 관한 자료의 조사·수집 및 보급
- 재해예방, 재해응급대책 및 재해복구 등에관한 각종 간행물의 발간
- 재해대책에 관한 정부위탁사업의 수행
- 자연재해저감분야 기술발전을 위한 관련사업의 육성·지원
- 민간주도의 재해관련 국내·외 행사 유치
- 그 밖에 재해대책과 관련되는 사항으로서 대통령령이 정하는 사항

## 연혁
- 1998년 12월 6일 자연재해대책법 개정(협회 설립 근거조항 신설)
- 1998년 12월 29일 한국방재협회 창립총회
- 1999년 2월 18일 행정자치부 장관 설립 허가
- 2006년 6월 8일 자연재해저감기술 평가전문기관 지정
- 2006년 8월 8일 방재전문인력 교육기관 지정
- 2010년 3월 31일 자연재해저감기술개발사업단 유치
- 2013년 3월 기업재해경감활동전문인력양성 교육기관 지정

## 조직

### 총회

#### 이사회
- 방재정책자문단
- 방재정책실행위원회
  - 기획·운영위원회
  - 미래기술·전략위원회
  - 선진교육훈련위원회
  - 국제교류·협력위원회
  - 회원사공동체위원회
  - 편집위원회

##### 사무총장
- 기획관리실
- 연구기술실
- 인적자원개발실